# タンジェ条約
タンジェ条約（タンジェじょうやく、英語: Treaty of Tangiers）は、1844年10月に締結された条約。条約により、モロッコはアルジェリアをフランス植民地帝国領として正式に承認した。条約は1844年8月6日から14日のフランス・モロッコ戦争でモロッコが敗北した結果として締結された。